# Ara Abrahamian
Ara Abrahamian (in armeno Արա Աբրահամյան?; Gyumri, 27 luglio 1975) è un lottatore armeno naturalizzato svedese, specializzato nella lotta greco-romana.

## Carriera
Ha partecipato alle Olimpiadi 2000 svoltesi a Sydney.
Ha conquistato due campionati mondiali nel 2001 e nel 2002 rispettivamente nelle categorie 76 kg e 84 kg.
Nel 2004 ad Atene ha ottenuto la medaglia d'argento alle Olimpiadi nella categoria 84 kg.
Alle Olimpiadi 2008 tenutesi a Pechino aveva vinto la medaglia di bronzo, ma durante la cerimonia di premiazione scese dal podio gettando la medaglia, in segno di protesta per un presunto torto arbitrale durante il match di semifinale contro l'italiano Andrea Minguzzi. A seguito di questo gesto, ritenuto una mancanza di rispetto per gli altri atleti, il CIO decise di togliere la medaglia all'atleta svedese.

## Palmarès
- Giochi olimpici

Atene 2004: argento negli 84 kg.
- Mondiali

Patrasso 2001: oro nei 76 kg.
Mosca 2002: oro negli 84 kg.
Créteil 2003: argento negli 84 kg.
- Europei

Istanbul 2001: argento nei 76 kg.
Seinäjoki 2002: argento negli 84 kg.
Tampere 2008: bronzo negli 84 kg.